# Staffelsee
Staffelsee  is een meer in de Duitse deelstaat Beieren met een oppervlakte van 7,7 km².
Het meer ligt in de gemeente Seehausen am Staffelsee, district Garmisch-Partenkirchen, ongeveer 60 km ten zuiden van München.
De gemeente Uffing am Staffelsee grenst in het noorden aan het meer.
De omgeving van het meer is een wandelgebied zoals onder meer een rondwandeling van circa 22 km. Tussen Murnau, Seehausen am Staffelsee en Uffing am Staffelsee vaart de MS Seehausen.

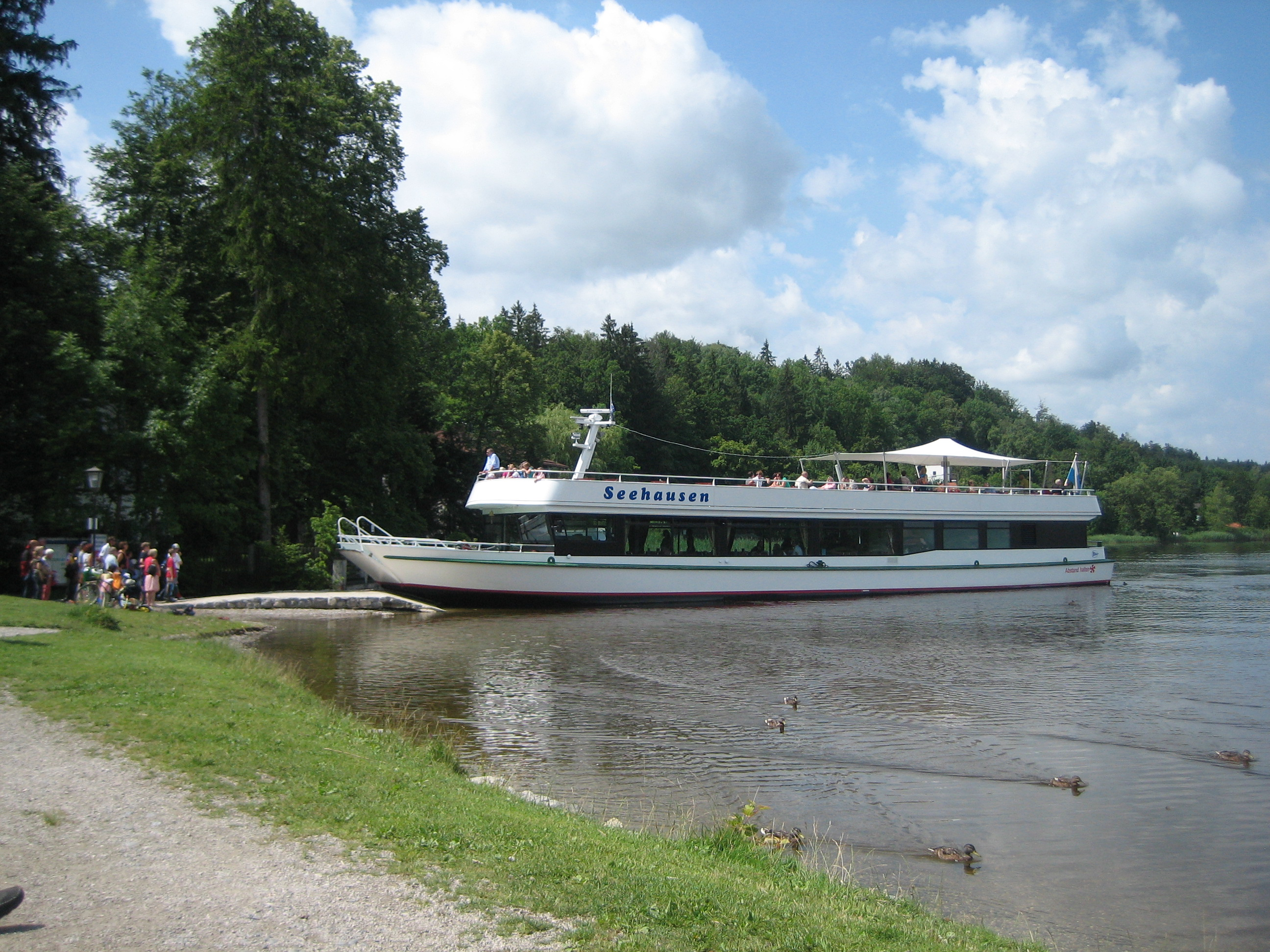
MS Seehausen